# Период Пролећа и Јесени
Период Пролећа и Јесени (упрош: 春秋时代; трад: 春秋時代; пин: Chūnqiū Shídài) је био период у кинеској историји који отприлике одговара првој половини династији Источни Џоу (од друге половине 8. века п. н. е. до прве половине 5. века п. н. е.). Име му долази од Списа пролећа и јесени, летописа државе Лу од 722. п. н. е. до 481. п. н. е., која се традиционално приписује Конфучију.
Карактеристика Кине у доба пролећа и јесени је била та да се њоме владало кроз феудални систем. Краљеви династије Џоу су држали номиналну власт над тзв. Краљевском доменом, смештеном око њихове престонице (савремени Луојанг), те делили лена широм Кине стотинама наследних племића (Џухоу 諸侯), потомцима чланова древног клана Џоу, потомцима сарадника оснивача династије или локалним велможама. Најважнији феудални кнежеви (касније познати као дванаест принчева, 十二諸侯) редовно су се састајали и тамо расправљали о важним питањима као што су војни походи против страних народа или племића који су се о њих огрешили. За време тих састанака би се понекад један од принчева постао хегемон (伯 и онда 霸), и стекао право да заповеда војскама свих феудалних држава.
Како је то раздобље ишло, веће државе су или гутале или вазалима правили мање. До 6. века п. н. е. већина малих држава је нестала, а Кином је доминирало неколико великих и моћних кнежевина. Неке од јужних држава, као Џу и Ву, прогласила су независност од Џоуа. Почињали су ратови како би се обрачунали с неким од тих држава (Ву и Јуе). У држави Јин су се шест моћних породица бориле за надмоћ те је низ грађанских ратова довео до комадања Јин на три мање државе почетком 5. века п. н. е.
До тог доба се надзор краљева Џоуа над феудалним кнежевима битно смањио, феудални систем се распао те је почео Период зараћених држава.

## Почетак Источне династије Џоу
Око 770. п. н. е. краљ Јоу је заменио краљицу с конкубином Баоси, а главни град су напале и опљачкале заједничке снаге краљичиног оца, моћног маркиза од Шена и номадског племена Ћуенронг. Након што су главни град Џоуа Хао (покрај данашњег Сијана) уништили западни варвари, крунски принц Ђи Јиђу (姬宜臼) је побегао на исток. Током бега се краљ морао ослањати на помоћ оближнијих господара Ћија (齊), Џенга (鄭) и Ђина (晉) како би се заштитио од варвара и бунтовно расположених велможа. Главни град Џоуа је 722. п. н. е. из Хаоа премештен у источну престолницу Ченгџоу (данашњи Луојанг) на Жутој реци.
Одбегла елита Џоуа није имала снажно упориште у источним територијама; чак је и крунидба принца морала имати подршку локалних држава да би успела. Домен Џоуа се зато битно смањио на Луојанг и околину, те двор више није могао да подржава шест група стајаће војске (六軍, liù jūn). Следећи краљеви Џоуа су стога морали да траже помоћ од вазалних држава како би се обранили од плачкашких похода и устанака. Двор Џоуа више никада није повратио првотни ауторитет, уместо тога је постао тек симболични поглавар феудалних држава. Иако је краљ de jure сачувао „Мандат Неба”, de facto му титула није давала никакву власт.

## Успон хегемона
Први племић који је значајније помогао одбегле краљеве Џоу био је војвода Џуанг од Џенга (鄭庄公) (743. п. н. е.-701. п. н. е.). Он је први установио тзв. „хегемонијски систем” bà (霸) с намером да очува раније прото-феудалне привилегије локалних велможа. Традиционални историчари су тај систем настојали да оправдају потребом да се слабије цивилизоване државе и краљевска породица Џоу обране од суседних „варварских” племена. Та племена, смештена на југу, северу, истоку и западу, су била Ман, Ји, Ронг и Ди.
С друге стране, нове државе су нагло ојачале, а њихови владари показивали више занимања за чување и ширење своје власти него за заштиту слабијих ентитета у време нереда (匡扶社稷 kuāng fú shè jì), за разлику од службеног става којим се правдала царска власт у каснијим раздобљима кинеске историје.
Војвода Хуан од Ћија (вл. 685. п. н. е.-643. п. н. е.) и Вен од Ђина (вл. 636. п. н. е.-628. п. н. е.) су додатно ојачали систем хегемоније, што је донело релативну стабилност, али у кратким раздобљима. Захваљујући хегемонији су отпочеле анексије мањих ентитета и држава, што је омогућило јачање неколико већих ентитета као што су Ћин, Ђин, Ћи i Чу. Хегемони су с временом престали да буду заштитници слабијих држава и уместо тога су одржавали власт над својим сателитима, било да су они имали кинеско или „варварско” порекло.
Велике државе су често стицале превласт над мањима користећи као изговор настојање да им се помогне и заштите за време њихових унутрашњих сукоба. Хегемони су зато по правилу долазили из великих држава. С временом су себе прогласили господарима својих територија, а нису чак ни формално признавали симболичну власт Џоуа. С временом су развили систем локалне управе (Ћуен и Сјен), темељем која је службенике именовала средишња власт, што је омогућило јачу контролу. Такође су створили и порески систем који је далеко више погодовао развоју пољопривреде и трговине него прото-феудализам на почетку раздобља.
С временом су три државе Ћин, Ђин и Ћи не само ојачале, него успеле да одбију напад јужне државе Чу, чији су се владари прогласили независним краљевима. Када су војске Чуа су почеле да угрожавају подручје Жуте реке, Чу су проглашени „јужним варварима” (Chu Man), што је била парола којом се спечавал Чу да интервенише у северњачке утицајне сфере. Напади Чуа су одбијени у три велике битке, код Ченгпуа, Бија и Јанлинга, захваљујући којима су обновљене државе Чен и Цај.

## Међудржавни односи
Током овог раздобља развио се комплексни систем међудржавних односа који је делимично настављао ранији федуални систем из доба Западног Џоуа, али су га с временом почели прожимати елементи који су се мање ослањали на церемоније и традиције, а више на нове реалнополитичке околности. Тако се створила збирка међудржавних обичајних норми и вредности, које неки савремени теоретичари сматрају својеврсном претечом међународног права. Томе је погодовало ширење држава пролећа и јесени, због чега су често једна с другом долазиле у контакте, али и сукобе.

## Завршни ратови
Дуготрајне и исцрпљујуће борбе између три северњачке државе и њиховог јужњачког супарника су завршене када су се 579. п. н. е. представници Ћија, Ћина, Ђина и Чу први пут сусрели на мировној конференцији. На њој је договорено међусобно разоружање, али су и све остале државе проглашене њиховим сателитима. Тај је аранжман 546. п. н. е. потврђен новим посебним споразумом Ђина и Чу.
Током релативно мирног 6. века п. н. е. поступно су ојачале две обалске државе, Вu у данашњем Ђангсуу и Јуе у данашњем Џеђангу. Њихово међусобно супарништво је завршило када је краља Фучај од Вуа поразио краља Гоуђеана од Јуеа (вл. 496. п. н. е.-465. п. н. е.) који је постао посљедњи опште прихваћени хегемон. Тиме је отпочело даље раздобље мира међу државама, током којега су се четири најјаче државе окренуле унутрашњем развоју, али и сукобима. У Ђину је тако започела борба за власт између шест најмоћнијих земљопоседничких породица, док су се у Чину и Чуу сукобили чланови владарских породица. Породица Чен је, с друге стране, почела процес елиминације својих супарника у Ћију. Те су борбе за власт завршиле када су три преостале породице у Ђину: Џао, Веј и Хан, 403. п. н. е. одлучиле да поделе државу, а немоћни Џоу двор је био присиљен да то призна. То је довело до почетка нових међудржавних ратова, чиме је започело следеће „Раздобље зараћених држава”.